# Економска школа Лесковац
Економска школа „Ђука Динић“ Лесковац је основана 17. августа 1948. године, као Државна трговачка академија. Свечано отварање обављено је 15. септембра, а са радом је почела 16. септембра исте године.
Већ 1949. године промењен је назив школе и она постаје Економски техникум. Данас је то Економска школа "Ђука Динић“. У називу школе је име народног хероја Ђурђелине Ђуке Динић, рођене у Бојнику 09. новембра 1926. године. Стрељана је на Бањици 25. маја 1943. године.
.
У почетку школа је радила у новој згради основне школе ОШ „Светозар Марковић“ у Лесковцу. Потом је пресељена у приземну зграду исте школе. Прве школске године у школу је уписано 320 ученика, а због недостатка простора у одељењима је било просечно педесет и четири ученика. Школске 1958/1959. године школа је поседовала тада савремена наставна средства за извођење наставе из многих предмета. Од школске 1951/1952. године, школа користи зграду у улици „Косте Стаменковић“ број 15 у Лесковцу. Радила искључиво у поподневној смени до школске 2013/14 године, када је уведена сменска настава.

## Директори
У претходне 62 године на челу школе били су: Небојша Потоњак, дипломирани правник; Радмила Петровић, професор српског језика; Зарије Поповић, професор географије; Владимир Каменовић, професор српског језика и књижевности; Душан Павловић, дипломирани економиста; Ђорђе Беговић, дипломирани економиста; Лазар Ђорић, магистар економских наука; Миодраг Кочић, професор српског језика и књижевности; Јован Стевановић, професор српског језика и књижевности; Живојин Џунић, дипломирани економиста; Светлана Маловић, дипломирани правник; Миодраг Голубовић, професор географије и Бојана Џунић - Јосиповић, дипломирани економиста, 
Школом данас руководи Биљана Ђорђевић, професор српског језика и књижевности.

## Смерови
У Економској школи „Ђука Динић“ Лесковац постоје 5 смера:
- Економски техничар (1 одељење)
- Правни техничар (1 одељење)
- Финансијски техничар (1 одељење)
- Пословни администратор (1 одељење)
- Службеник у банкарству и осигурању (1 одељење).